# Henri Bachelin
Pour les articles homonymes, voir Bachelin.
Œuvres principales
- Pas-comme-les-autres (1906)
- Le Serviteur (1918)
- Le Village (1919)
- Les Grandes Orgues (1925)

Henri Bachelin est un écrivain français né le 27 mars 1879 à Lormes (Nièvre) dans le quartier de La Grange Billon au domicile de ses parents. Il est décédé à Paris le 21 septembre 1941.

## Biographie
Après des études au séminaire de Nevers, il s'engagea pour quatre années dans l'armée. Puis il monta à Paris et en 1902, vint vivre dans le quartier des Batignolles, d'abord dans une mansarde au 4, rue Nollet puis, à partir de 1912, dans un appartement au 70, Rue Truffaut.
Il exerça la profession d'employé de banque, qu'il abandonna en 1911 pour se consacrer exclusivement à la littérature. Il a publié une quarantaine de livres, essentiellement des romans et des nouvelles, mais aussi des ouvrages de critique littéraire et de musicologie. Ce sont des œuvres centrées sur la peinture de la vie provinciale, comme Sous d'humbles toits, Juliette la jolie ou Le Village, où il dépeint la campagne et les bourgs du Morvan avec beaucoup de réalisme. Il est également l'auteur de romans historiques (L'Abbaye-Vézelay au XIIe siècle, La mort de Bibracte), de romans de mœurs (Le Péché de la Vierge, La Vénus rustique) et de romans de formation nourris d'éléments autobiographiques (L'Héritage, Le Chant du coq). Il a reçu le prix Femina en 1918 pour Le Serviteur, récit dans lequel il rend un hommage très émouvant à son père. 
Son intérêt pour la musique religieuse s'est traduit par un roman (Les Grandes Orgues) et par un ouvrage théorique de référence (L'Orgue, ses éléments, son histoire, son esthétique) écrit en collaboration avec Alexandre Cellier. En 1925, il fut chargé de préparer l'édition du Journal de Jules Renard, dont il avait été à ses débuts l'ami et le disciple. Il a collaboré à de nombreuses revues comme le Mercure de France et la NRF. Soucieux de préserver son indépendance, il a toujours refusé les étiquettes, en particulier celle d'écrivain régionaliste. André Billy le surnomme l’« Ermite des Batignolles ». 
Bien que « monté » à Paris, où il fréquenta Charles-Louis Philippe, Jules Romains, André Gide et Paul Léautaud, il est toujours resté très attaché à sa petite ville natale. Il a laissé plusieurs manuscrits inédits. Le premier tome de son Journal (rédigé de 1926 à 1941) est paru en 2009, le tome II en 2017 et le tome III en 2023.
Il est mort le 21 septembre 1941 à la suite d'une hémorragie cérébrale. Ses obsèques ont été célébrées à l'église Sainte-Marie des Batignolles et il est enterré dans le cimetière de la porte de Saint-Ouen.

## Œuvres
Poésie
- Horizons et coins du Morvan (Paris, 1904 ; 2de éd. Nevers, 1909)

Contes et nouvelles
- Pas-comme-les-autres (1906 ; 2de éd. 2012)
- Les Manigants (1907)
- Robes noires (1910)
- Les Sports aux champs (1911)
- Sous d'humbles toits (1913)
- La Guerre sur le hameau (1917)
- Sous les marronniers en fleurs (1920)
- Vieilles images d'un canton de France (1999)

Romans
- La Bancale (1910)
- Juliette la jolie (1912)
- L'Héritage (1914)
- Le Serviteur (1918 ; 2de éd. 1944 ; 3e éd. 2024), Prix Femina
- L'Eclaircie (1918)
- Le Village (1919 ; 2e éd. 1981 ; 3e éd. 2013), Prix Jean Revel
- Le Petit (1919)
- Le Bélier, la brebis et le mouton (1920)
- Les Rustres (1922)
- Le Chant du coq (1923)
- Le Péché de la Vierge (1924)
- Les Grandes Orgues (1925)
- La Cornemuse de Saulieu (1925)
- La Vénus rustique (1926)
- Dondon Juan (1926)
- La maison d'Annike (1927)
- Le Taureau et les bœufs (1927)
- L'Abbaye - Vézelay au XIIe siècle (1927)
- L'Eté de la Saint Martin (1928)
- L'Orage d'hiver (1929)
- La mort de Bibracte (1930 ; 2de éd. 1985)
- Le Sergent Valentin (1931)
- Monsieur Ildefonse (1937)
- Le Sabreur (1938)
- Les Parsonniers (1981)

Études littéraires
- Jules Renard et son œuvre (1909)
- Gustave Flaubert (1909)
- J.-K. Huysmans. Du naturalisme littéraire au naturalisme mystique (1926)
- Charles-Louis Philippe. Son œuvre (1929)
- Jules Renard (1864-1910). Son œuvre (1930)
- Nos paysans d'après Jules Renard, précédé de Jules Renard en Nivernais (1945)

Musicologie
- Les noëls français (1927)
- Les Maîtrises et la musique de chœur (1930)
- L'Orgue. Ses éléments, son histoire, son esthétique [en collab. avec Alexandre Cellier] (1933 ; rééd. 1980 et 1997)

Divers
- P.-J. Proudhon, socialiste national (1809-1865) (1941)
- Collines et buttes parisiennes (1944)
- Correspondances avec André Gide et Romain Rolland (1994)
- Journal - tome I - 1926-1929 (éditions du Pas de l'Âne, Autun, 2009)
- Journal - tome II - 1930-1932 (Association H. Bachelin, Lormes, 2017)
- Journal - tome III - 1933-1936 (Association H. Bachelin, Lormes, 2023)

## Mémoire

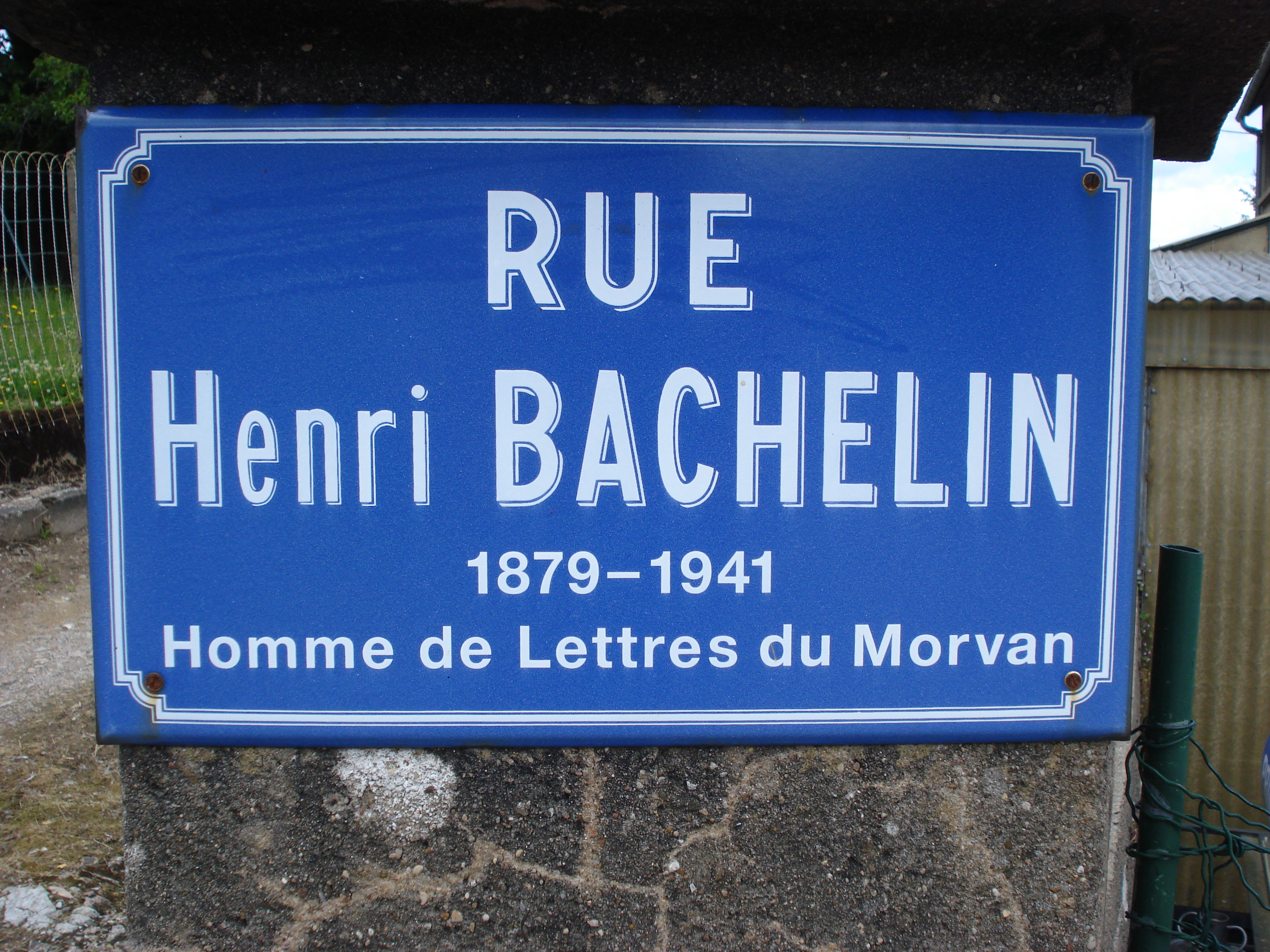
Montsauche-les-Settons, Rue Henri Bachelin

Lormes a édifié un buste à sa mémoire à côté des « Promenades » devant la maison où il passa son enfance.
L'Association Henri Bachelin, que préside Jean-Pierre Lacroix et dont le siège est à Lormes, a pour objet de faire connaître son œuvre ; elle publie deux bulletins par an sous le titre L'Horizon de pourpre. 